# ポルトガル第三共和政

ポルトガル共和国
República Portuguesa (ポルトガル語)

国の標語：なし
国歌：A Portuguesa（ポルトガル語）
ポルトガルの歌

ヨーロッパにおけるポルトガルの位置

1. 
2. 

ポルトガル第三共和政（ポルトガルだいさんきょうわせい、ポルトガル語: República Portuguesa）は、現在のポルトガルにおける共和政体のことである。

## 歴史
1974年4月25日のカーネーション革命により、アントニオ・サラザールとマルセロ・カエターノによる権威主義独裁体制、エスタド・ノヴォ（第二共和政）が崩壊した後に成立した。新憲法の制定、検閲の廃止により言論の自由が保障され、政治犯は釈放、独裁政権時代の機関（秘密警察など）の多くが解散した。アフリカやアジアに残っていた植民地の放棄を決定し、1986年には欧州共同体に加盟した。

## 歴代大統領
- アントニオ・デ・スピノラ（軍人、1974年）
- フランシスコ・ダ・コスタ・ゴメス（軍人、1974年 - 1976年）
- アントニオ・エアネス（軍人 のち民主革新党、1976年 - 1986年）
- マリオ・ソアレス（社会党、1986年 - 1996年）
- ジョルジェ・サンパイオ（社会党、1996年 - 2006年）
- アニーバル・カヴァコ・シルヴァ（社会民主党、2006年 - 2016年）
- マルセロ・レベロ・デ・ソウザ（社会民主党、2016年 - ）